# 莱德瓦马胡阿
莱德瓦马胡阿（Ledwa Mahua），是印度北方邦Sant Kabir Nagar县的一个城镇。总人口11524（2001年）。

## 人口
该地2001年总人口11524人，其中男性6046人，女性5478人；0—6岁人口2572人，其中男1323人，女1249人；识字率43.54%，其中男性为52.25%，女性为33.92%。